# 6124 Mecklenburg
6124 Mecklenburg este o planetă minoră (asteroid), cu un diametru de 19,592 km, din centura de asteroizi. A fost descoperită pe 29 septembrie 1987 la Thüringer Landessternwarte Tautenburg⁠(d) de Freimut Börngen și a fost numită după Mecklenburg. 
Obiectul prezintă o orbită caracterizată de o semiaxă mare de 3,9822497 UAi, o excentricitate de 0,24, o înclinație de 9,36797 ° în raport cu ecliptica.